# Staré Hory
Staré Hory es un municipio del distrito de Banská Bystrica en la región de Banská Bystrica, Eslovaquia, con una población estimada a final del año 2024 de 582 habitantes.
Se encuentra ubicado en la zona centro-norte de la región, cerca del río Hron —un afluente izquierdo del Danubio— y de la frontera con la región de Žilina.

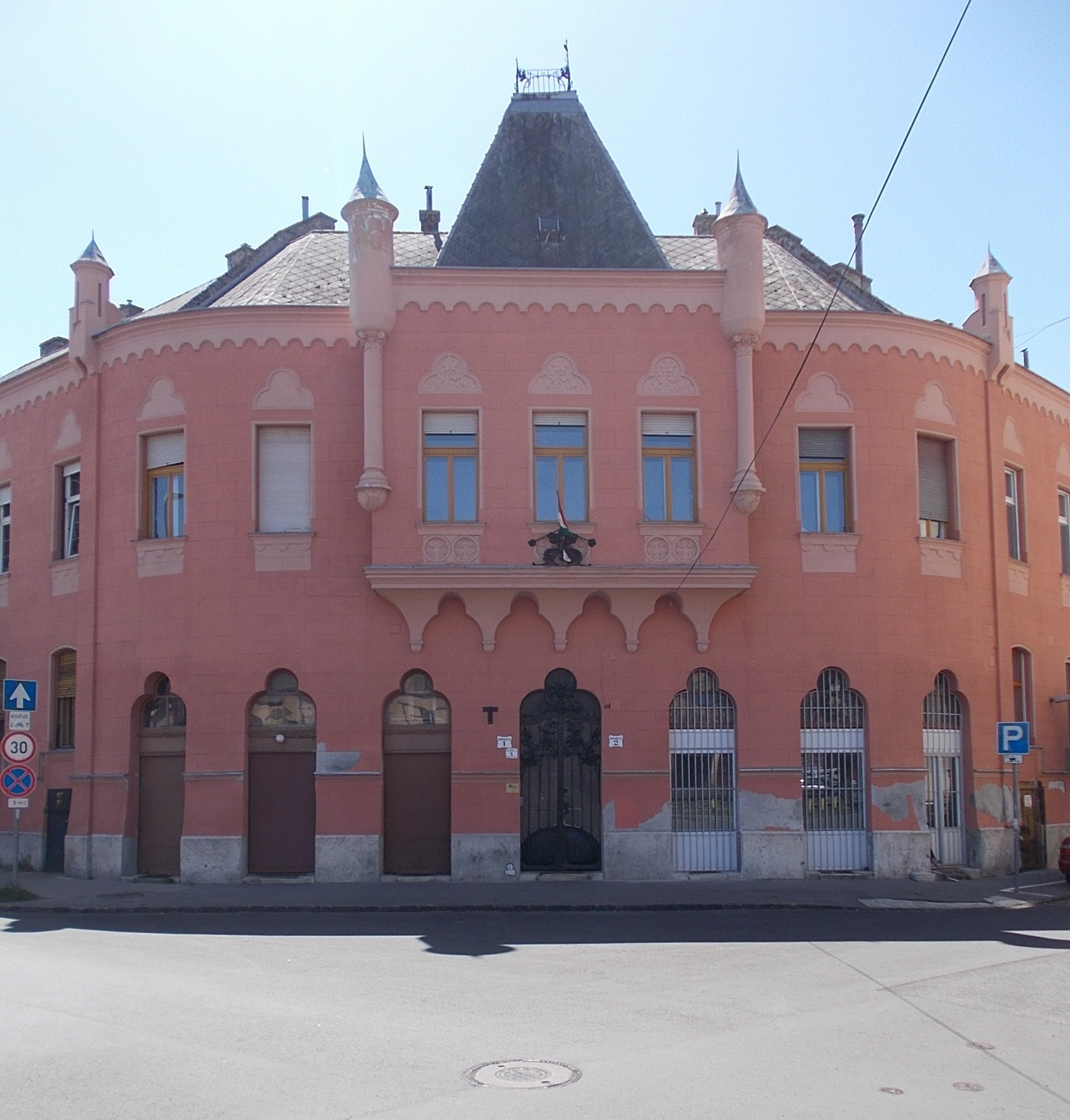
Óhegy, Gergely utca 1

## Demografía
| Año        | 1994 | 2004    | 2014     | 2024    |
| ---------- | ---- | ------- | -------- | ------- |
| Población  | 438  | 469     | 554      | 582     |
| Diferencia |      | +7,07 % | +18,12 % | +5,05 % |

| Año        | 2023 | 2024    |
| ---------- | ---- | ------- |
| Población  | 572  | 582     |
| Diferencia |      | +1,74 % |